# Illud Divinum Insanus - The Remixes
Illud Divinum Insanus - The Remixes är ett samlingsalbum med remixade låtar från det amerikanska death metal-bandet Morbid Angels studioalbum Illud Divinum Insanus från 2011. Samlingsalbumet, en dubbel-CD med låtar remixade av diverse artister, gavs ut den 24 februari 2012 av skivbolaget Season of Mist. Med albumet kom ett kort med vilket man kunde ladda ner 8 bonuslåtar digitalt.

## Låtförteckning
CD 1
1. Laibach - "I Am Morbid (Wall of Morbid mix)" – 3:28
2. Cevin Key/Hiwatt Marchall - "OmniDead" – 5:01
3. Brain Leisure - "Too Extreme (Black Symphony edition)" – 4:59
4. The Toxic Avenger - "10 More Dead" – 3:38
5. Malakwa - "I Am Morbid" – 5:19
6. Synapscape - "Too Extreme" – 4:30
7. Punish Yourself vs. Sonic Area - "Destructos vs. the Earth (DoomsdayMarchMix)" – 5:49
8. Hiv+ - "Too Extreme" – 5:04
9. Micropoint - "I Am Morbid" – 5:41
10. John Lord Fonda - "Too Extreme (Metallyzer remix)" – 4:02
11. Evil Activities - "Radikult" – 4:14
12. Mixhell - "Too Extreme" – 5:13
13. Black Lung - "I Am Morbid" – 5:43
14. Mondkopf - "Radikult" – 5:24
15. Xytras - "Existo Vulgoré" – 4:14
16. Toxic Engine - "I Am Morbid" – 4:39

Total speltid: 01:16:58
CD 2
1. Ahnst Anders - "I Am Morbid	" – 5:48
2. Nachtmahr - "Destructos vs. the Earth" – 3:53
3. Tim Sköld - "Profundis / Mea Culpa" – 4:35
4. Black Strobe - "10 More Dead" – 4:44
5. Chris Pohl - "Too Extreme" – 4:31
6. Project Pitchfork - "Destructos vs. the Earth" – 7:34
7. Treponem Pal - "10 More Dead" – 5:12
8. Scott Brown - "I Am Morbid" – 5:17
9. Fixhead - "Radikult" – 4:04
10. DJ Ruffneck - "I Am Morbid" – 5:50
11. Igorrr - "Remixou Morbidou" – 2:46
12. Tamtrum - "I Am Morbid" – 4:43
13. Tek-One - "10 More Dead" – 5:08
14. Adrian - "I Am Morbid" – 5:43
15. The Horrorist - "Existo Vulgoré" – 5:21

## Produktion
Inspelningar, mix och remix
CD 1
- Spår 1: Inspelad i Beaver's Nest & Laibach Studio (Ljubljana)
- Spår 2: Inspelad i Subconscious Studios, Hollywood Kalifornien, remix i Hiwatt Labs, Kalifornien
- Spår 3: Inspelad och remixad i White Dust Labs/HandZone Media
- Spår 4: Mixad i Paris
- Spår 5: Inspelad (av Marina Fernandez och Mathias Gomezand) och mixad i MLK Studio
- Spår 6: Inspelad av Philipp Muench och Tim Kniep
- Spår 7: Inspelad (av Vincent Villalon) och mixd i Cheerleader Studio
- Spår 8: Inspelad och mixad i Interzone Lab
- Spår 9: Inspelad och mixad av Micropoint
- Spår 10: Inspelad av Cyril Thévenard
- Spår 11: Inspelad av Kel van Soest
- Spår 12: Inspelad av Igor Cavalera och Laima Leyton Cavalera
- Spår 13: Remixad i The Iron Mountain Analogue Research Facility av Black Lung och David Thrussell
- Spår 14: Inspelad och mixad av Mondkopf
- Spår 15: Inspelad och mixad i The Cube
- Spår 16: Inspelad i Toxic Engine Studio

CD 2
- Spår 1: Inspelad och mixad i Play33records Studio
- Spår 2: Remixad, producerad och inspelad (av Thomas Rainer) i The Imperial War Room, Wien, Österrike, mixad i Tidalwave Studio, Karlsdorf, Tyskland
- Spår 3: Remixad i The Unabomber Shack, Studio City, Kalifornien
- Spår 4: Inspelad (av Arnaud Rebotini) och mixad i Black Strobe Studio.
- Spår 5: Inspelad och mixad i Fear Section Studio
- Spår 6: Inspelad av Peter Spilles
- Spår 7: Inspelad och mixad i Rasboras Studio
- Spår 8: Inspelad och mixad i The BlueRoom Studio
- Spår 9: Inspelad och mixad i 600 Watts HPS Studio
- Spår 10: Inspelad (av Patrick van Kerckhoven) och mixad i The Tower
- Spår 11: Inspelad och mixad i Improve Tone Studios
- Spår 12: Inspelad i CNX Home Studio
- Spår 13: Inspelad av Howard Newman
- Spår 14: Inspelad och remixad av Adrien Richard i Paris
- Spår 15: Inspelad av Oliver Chesler

Omslag
- Valnoir (Jean-Emmanuel Simoulin) – omslagsdesign
- Fursy Teyssier – omslagskonst